# Ulrico V di Hanau
Ulrico V di Hanau (Hanau, 1368 – Schaafheim, 1419) fu signore di Hanau.

## Biografia
Ulrico V era figlio di Ulrico IV di Hanau, signore di Hanau, e di sua moglie, Elisabetta di Wartheim.
Quando morì suo padre nel 1380, egli venne chiamato a succedergli ma a condizione che sua madre gli fosse posta quale tutrice data la sua minore età. Egli poté governare da sovrano indipendente nel 1388 e dal 1390 frequentò con il fratello Reinardo l'Università di Heidelberg.
Il suo governo fu contraddistinto da una situazione economica fortemente disastrata a causa della sua partecipazione ai conflitti ingaggiati da Roberto I del Palatinato con la nobiltà locale il che dilapidò velocemente le casse del suo Stato senza apportare consistenti benefici alla signoria. Egli prese parte anche alla Faida di Kronberg.

### La crisi di governo e la deposizione
Data l'incresciosa situazione che si era creata, due suoi fratelli, Reinardo e Giovanni, iniziarono a cospirare contro Ulrico V nel tentativo di detronizzarlo grazie alla complicità del prozio, arcivescovo di Magonza e confinario di territorio. Due erano le motivazioni principali che spingevano i fratelli a contrastare la legittimità di Ulrico V al trono:
- L'assenza di un erede maschio minacciava la sopravvivenza stessa della famiglia e della signoria di Hanau. Già nel 1375 nella casata di Hanau vigeva il privilegio della primogenitura, ovvero che il primo figlio maschio era l'unico avente diritto di sposarsi, mentre tutti gli altri erano destinati alla carriera ecclesiastica. Nel 1391, però, dato che Ulrico V non aveva ancora avuto figli maschi, venne concesso al fratello Reinardo (destinato alla carriera ecclesiastica) di sposarsi se entro 10 anni non fosse giunto un erede maschio per Ulrico V. Il termine scadé nel 1401.
- Ulrico V aveva trascinato la contea in una profonda crisi economica che, in particolare dopo la Battaglia di Kronberg aveva fortemente piagato tutta la regione.

Dal 1395, fu così che Reinardo e Giovanni si coalizzarono nel tentativo di detronizzare il fratello e Ulrico V alla fine venne costretto ad abdicare il 26 novembre 1404 dopo che, gradualmente, era stato privato del proprio potere.

### La morte
Poco si sa della vita di Ulrico V dopo la sua abdicazione. Egli si recò dapprima a Francoforte sul Meno e successivamente visse per qualche tempo a Babenhausen, abbandonato dalla moglie. Morì con tutta probabilità a Schaafheim nel 1419.

## Matrimonio e figli
Ulrico V sposò nel 1394 Elisabetta di Ziegenhain (c. 1375 - 1º dicembre 1431), figlia del conte Goffredo VIII Ziegenhain. Da questo matrimonio, tuttavia, nacquero solo tre figlie femmine:
- Elisabetta (c. 1395 - 25 maggio 1475), sposò nel 1413 Alberto I di Hohenlohe († giugno 1429)
- Agnese († 22 novembre 1446), badessa del monastero di Klarenthal
- Adelaide († 13 novembre 1440), monaca del monastero di Klarenthal